# 蕭圓照
蕭圓照（6世纪？—553年），中國南北朝時代人物，梁武帝萧衍的第八子蕭纪的长子。
被祖父宠爱。当时出镇地方的诸侯王都将嗣子留在京城为人质，但萧衍特许萧圆照为益州东斋郎、宋甯宋兴二郡太守，留在父亲蕭纪身边辅佐。侯景之乱後，在蕭圓照的建议策划下，蕭纪於552年在益州称帝。之後萧纪的行动都有萧圆照谋划。553年，西魏占领益州，萧纪在三峡地区被其兄梁元帝蕭繹的部将樊猛包围，萧纪把一袋金子给了樊猛，让他能活着送去见他七哥。樊猛大笑：“杀了你，金子还是我的。”萧纪和第三子萧圆满都于硖口被殺。梁元帝下令除去萧纪家族宗籍，改姓饕餮，萧圆照被俘虏到江陵。萧圆正埋怨哥哥萧圆照：“你当初不鼓动父亲称帝，哪有今日之祸。”萧圆照叹了口气只稱计策有誤。蕭繹氣候命令不给兄弟倆食物，萧圆照、萧圆正后来饿得都啃自己的胳膊。十三天后，萧圆照、萧圆正双双餓死在监狱里。时人怜之。